# Fukuchi (Fukuoka)
Fukuchi (jap. 福智町, -machi) ist eine Stadt im Tagawa-gun in der japanischen Präfektur Fukuoka.

## Geographie
Der Berg Fukuchi (901 m) befindet sich an der Nordspitze der Stadt.

## Geschichte
Fukuchi entstand am 6. März 2006 durch die Zusammenlegung der früheren Machi Akaike (赤池町, -machi), Kanada (金田町, -machi) und Hōjō (方城町, -machi) im Tagawa-gun.

## Angrenzende Städte und Gemeinden
- Kitakyūshū
- Iizuka
- Nōgata
- Tagawa
- Itoda
- Kawara